# Голова Луганської обласної військово-цивільної адміністрації

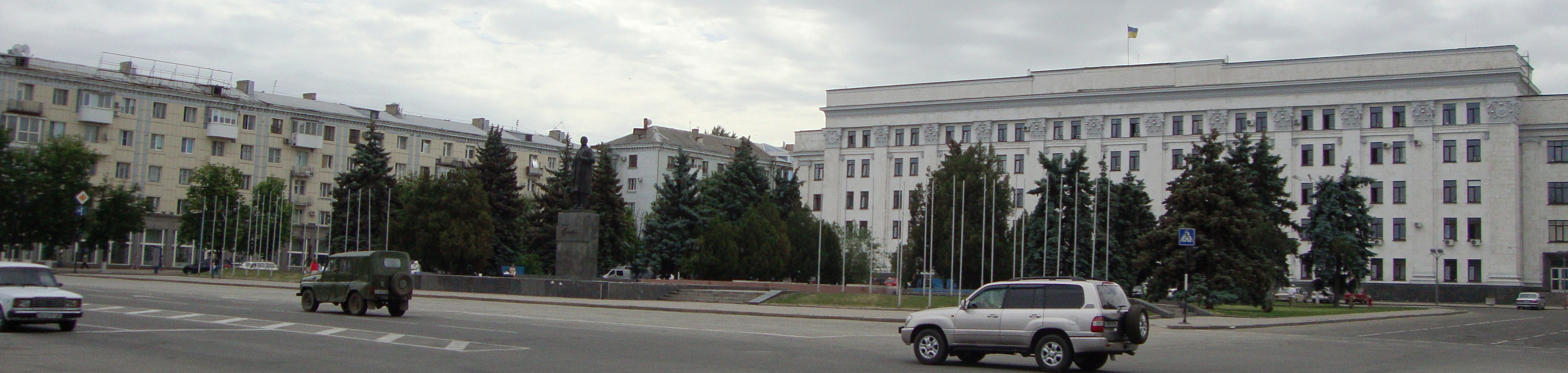
Адмінбудівля в Луганську на Театральній площі, до війни на Донбасі

Главою виконавчої влади Луганської області є Голова Луганської обласної адміністрації. У зв’язку з поточною російсько-українською війною з 5 березня 2015 року адміністрація була переструктурована як військово-цивільна адміністрація. Відтак, глова адміністрації офіційно називається головою Луганської обласної військово-цивільної адміністрації.
Посада голови обласної адміністрації є призначуваною, призначення у компетенції Президентом України за поданням Прем’єр-міністра України строком на чотири роки.
Офіційна резиденція губернатора спочатку була розташована в Луганську, а потім перенесена до Сєвєродонецька (до його захоплення російськими військами у 2022 році) через війну на Донбасі, починаючи з 5 березня 2015 року. З 25 жовтня 2019 року губернатором є Сергій Гайдай.

## Голови обласної адміністрації

### Голова Донецького облвиконкому
Про губернаторів об’єднаної області в 1932–38 рр. див. Губернатор Донецької області#Голова Донецького обласного виконавчого комітету .

### Голова Луганського (Ворошиловградського) обласного виконавчого комітету
- Петро Богиня (1938)
- Михайло Шевченко (1938–1942)
- Нацистська окупація (1942–1943)
- Михайло Шевченко (1943)
- Іван Орешко (1943–1947)
- ? (1947–1948)
- Степан Стеценко (1948–1950)
- Пилип Решетняк (1950–1960)
- Микола Гурєєв (1960–1963)
- Іван Іваненко (1963–1964)[a]
- Микола Давиденко (1963–1964)[b]
- Микола Гурєєв (1964–1971)
- Микола Давиденко (1971–1974)
- Віктор Лисицин (1974–1981)
- Альберт Мерзленко (1981–1986)
- Рід Звєрєв (1986–1987)
- Анатолій Касьянов (1987–1990)
- Едуард Хананов (1990–1991)
- Анатолій Касьянов (1991–1992)

### Представник Президента
- Едуард Хананов (1992–1994)

### Голова виконавчого комітету
- Петро Купін (1994–1995)

### Голови Адміністрації
- Петро Купін (1995)
- Геннадій Фоменко (1995–1998)
- Олександр Єфремов (1998–2005)
- Олексій Данилов (2005) [4]
- Геннадій Москаль (2005–2006)
- Олександр Кобітєв (2006) (актор)
- Олександр Антіпов (2006–2010)
- Валерій Голенко (2010)
- Володимир Пристюк (2010–2014)
- Михайло Болотських (2014)
- Ірина Верігіна (2014) (ак. р.)
- Геннадій Москаль (2014–2015)

#### Голова обласної військово-цивільної адміністрації[5][1]
- Юрій Клименко (2015)[6]
- Георгій Тука (2015–2016)[7][8]
- Юрій Гарбуз (29 квітня 2016 – 22 листопада 2018)[9]
- Сергій Філь (22 листопада 2018 – 5 липня 2019) (в.о.)
- Віталій Комарницький (5 липня – 25 жовтня 2019) [10]
- Сергій Гайдай (з 25.10.2019)

## Зовнішні посилання
- World Statesmen.org
- Уряд Луганської області